# Youssef Ben Ali
Youssef Ben Ali (en arabe : يوسف بن علي), né le 4 février 1995 à Albi en France, est un footballeur franco-marocain évoluant avec l'équipe de l'IR Tanger.

## Biographie

### Carrière en club
Natif d'Albi en France, Youssef Ben Ali débute le football dans les clubs amateurs du Gaillac FC, de l'US du Gaillacois et de l'US Albigeoise avant d'intégrer le centre de formation du Toulouse FC.
Le 28 octobre 2014, il fait ses débuts en Ligue 1 avec le Toulouse FC en entrant en jeu face aux Girondins de Bordeaux (défaite, 1-3). Il comptabilise au total cinq matchs avec le club toulousain en Ligue 1. Le 8 avril 2015, il signe son premier contrat professionnel avec le Toulouse FC.
Le 29 août 2016, il s'engage pour deux saisons au Chabab Rif Al Hoceima en première division marocaine. Le 25 septembre 2016, il dispute son premier match en Botola Pro face au Kawkab de Marrakech (victoire, 1-2). Le 17 novembre 2017, il marque son premier but avec le club à l'occasion d'un match de championnat face au Moghreb de Tetouan (victoire, 0-2).
Le 1er juin 2018, il retourne en France pour signer un contrat avec Concarneau en National 1.
Le 20 octobre 2020, il signe à Bourges Foot 18 en National 2. Il dispute seulement un match.
Le 19 août 2021, il retourne au Maroc en signant un contrat d'une saison à l'Ittihad Riadhi de Tanger et dispute la saison en tant que titulaire,,. Il marque son premier but avec le club tangérois le 2 octobre 2021 face à la JS Soualem (victoire, 0-2).